# Angelo Kelly
Angelo Gabriele Kelly (*23. prosinec 1981, Pamplona, Španělsko), je irský zpěvák, skladatel a textař, člen skupiny The Kelly Family.

## Počátky
Narodil se v Pamploně do rodiny Barbary Ann Kelly a Daniela Jerome Kellyho jako poslední z jejich společných dětí, nedlouho po jeho narození jeho matka umírá na rakovinu prsu. Stejně jako ostatní sourozence i jeho otec od narození hudebně vzdělával. Během působení ve skupině hrál především na bicí, dále na baskytaru, akustickou a elektrickou kytaru, klavír, klávesy a foukací harmoniku.

## Kariéra

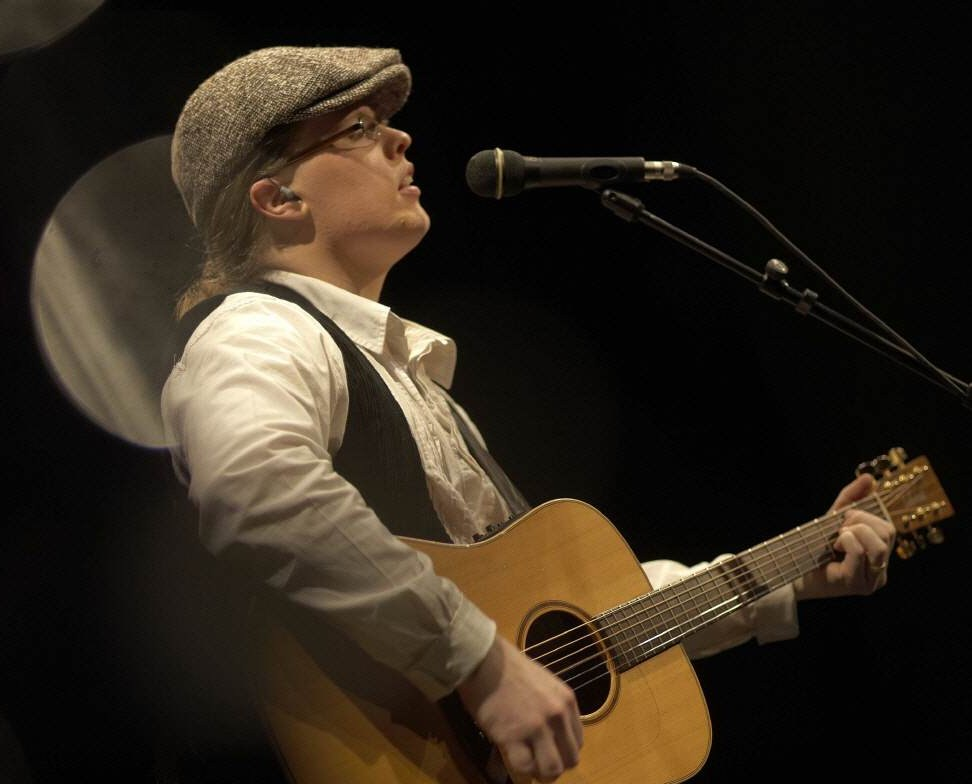
Angelo Kelly na koncertě 7. listopadu 2009 v Madridu

Angelo už jako tříletý s rodinou koncertoval, poprvé výrazně se však připojil v roce 1986 a zpíval vlastní píseň Danny Boy. K nejúspěšnějším hitům, ve kterých vystupoval jako hlavní zpěvák, patří skladby jako An Angel nebo I Can´t Help Myself.
Se skupinou průběžně účinkoval až do nedávné současnosti. Kromě toho byl také součástí německé skupiny SIX Rockband, účinkoval také jako porotce talentových soutěží a živil se jako pouliční hudebník.
Na svém osobním vydavatelském kontě má aktuálně 12 alb.
V roce 2017/18 se vrátil se sourozenci na jeviště jako Kelly Family. Johhny, Joey, Jimmy, Kathy, Patricia, Paul.
Složení není úplné 3.sourozenci chybí Maite, Barbara, Paddy.
Se svou ženou Kira Harms Kelly a se svými dětmi vytvořili novou hudební formaci Angelo Kelly & Family. Koncertují v Irsku ale i po celé Evropě.

## Osobní život
Angelo Kelly je ženatý s manželkou Kirou, mají syny Gabriela, Josepha a Williama a dcery Helen a Emmu. Hovoří plynně anglicky a německy, částečně pak také francouzsky. Mezi lety 2003 a 2005 se věnoval vývoji tzv. Piano Drums, tedy bicího nástroje, na který lze hrát melodicky.
Od roku 2013 trvale žije v Irsku.